# Ngrayun (plaats)
Ngrayun is een bestuurslaag in het regentschap Ponorogo van de provincie Oost-Java, Indonesië. Ngrayun telt 6853 inwoners (volkstelling 2010).